# Una vida y dos mandados
Una vida y dos mandados é um filme de drama venezuelano de 1997 dirigido e escrito por Alberto Arvelo. Foi selecionado como representante da Venezuela à edição do Oscar 1998, organizada pela Academia de Artes e Ciências Cinematográficas.

## Elenco
- Germán Mendieta - Romer del Gado
- Ramona Pérez - Ninfa del Gado